# Fasecontrastmicroscoop

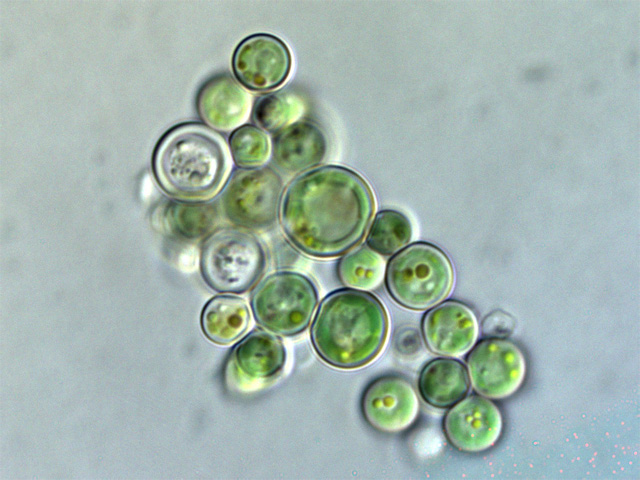
Cellen van de roodwier Cyanidium onder de fasecontrastmicroscoop.

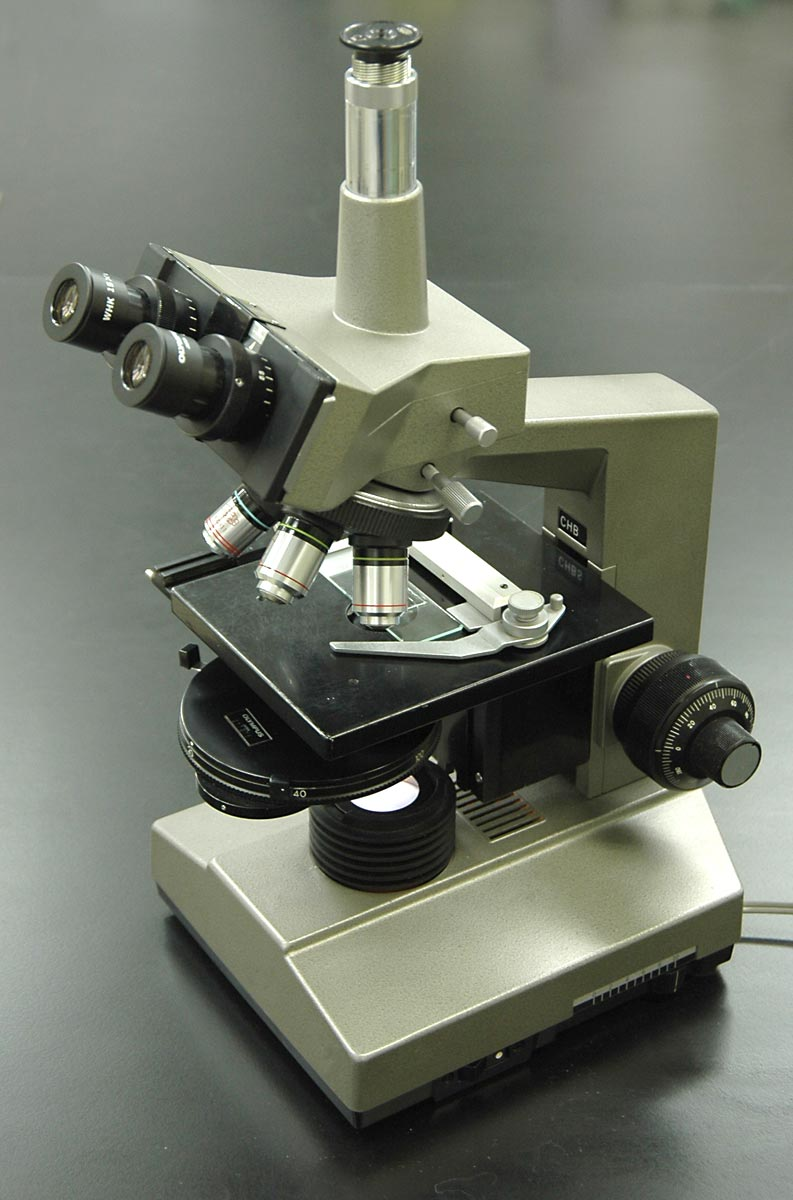
Fasecontrastmicroscoop

De fasecontrastmicroscoop is een type lichtmicroscoop die voorzien is van een speciaal ‘faseplaatje’ tussen de condensor en het preparaat. Dit zorgt ervoor dat twee lichtbundels met een onderling faseverschil door het transparante preparaat vallen. Door interferentie van deze twee beelden worden vrijwel transparante voorwerpen (cellen en andere biologische materialen) zichtbaar zonder dat er een kleuring nodig is. Ook ontstaat enig diepte-effect, doordat deze voorwerpen donkerder lijken naarmate de dikte groter is.

## De uitvinder
De Groningse natuurkundige Frits Zernike (die werkzaam was aan de Rijksuniversiteit Groningen) ontving op 11 december 1953 de Nobelprijs voor de Natuurkunde voor de fasecontrastmicroscoop die hij samen met Caroline Emilie Bleeker had uitgevonden. Het was een nieuwe techniek waarmee het tot dan toe onzichtbare zichtbaar gemaakt kon worden. Zernike begon zijn onderzoek rond 1930.

## Cellen
Met name voor de biologie en de geneeskunde is de vinding van groot belang, omdat de fasecontrastmicroscoop het mogelijk maakt om in levende cellen de inwendige structuur te kunnen zien. Zo kan bijvoorbeeld van levende bacteriën het proces van celdeling gevolgd worden. Voordat de fasecontrastmicroscoop was uitgevonden, kon men cellen alleen goed bekijken nadat kleurstoffen waren gebruikt, maar daarvan gaan cellen dood.